# پناهگاه صخره‌ای گیلوران
پناهگاه صخره‌ای گیلوران مربوط به دوران پارینه‌سنگی جدید است و در شهرستان خرم‌آباد، ۳ کم شمال غرب جاده خرم‌آباد واقع شده و این اثر در تاریخ ۸ مرداد ۱۳۸۱ با شمارهٔ ثبت ۵۹۷۱ به‌عنوان یکی از آثار ملی ایران به ثبت رسیده است.